# Canal Renard
Le canal Renard est un canal de Guadeloupe dont l'embouchure est à Vieux-Bourg.

## Description
Le canal est une branche du canal des Rotours. Il permet de joindre le canal des Rotours par la mangrove, dite ici marais Z'Herbe à Cécile, du canal à Vieux-Bourg. Il aboutit entre Vieux-Bourg et l'îlet Duberran dans l'anse du Vieux-Bourg.